# Kleinschnittger F 125
 (novembre 2016).
 (septembre 2018).
Si vous disposez d'ouvrages ou d'articles de référence ou si vous connaissez des sites web de qualité traitant du thème abordé ici, merci de compléter l'article en donnant les références utiles à sa vérifiabilité et en les liant à la section « Notes et références ».
La Kleinschnittger F 125 est une automobile du constructeur allemand Kleinschnittger (de) produite entre 1950 et 1957.